# Chalara pulchra
Chalara pulchra är en svampart som beskrevs av Nag Raj & S. Hughes 1974. Chalara pulchra ingår i släktet Chalara, divisionen sporsäcksvampar och riket svampar.   Inga underarter finns listade i Catalogue of Life.